# Gheorghe Dinică
Gheorghe Dinică (n. 25 decembrie 1933, Giulești, dar 1 ianuarie 1934 - în acte oficiale , București – d. 10 noiembrie 2009, București) a fost unul dintre cei mai importanți actori români.
A jucat în peste 70 de filme, în special în rolurile unor personaje negative, motiv pentru care Horațiu Mălăele l-a supranumit „cel mai mare «rău» al cinematografiei românești”.

## Cariera

### Debut
Gheorghe Dinică și-a manifestat interesul pentru actorie încă de tânăr, făcând parte din diferite trupe de teatru de amatori încă de la vârsta de 17 ani. În 1957 a intrat la Institutul Național de Artă Teatrală și Cinematografică București la clasa profesoarei Dina Cocea. A absolvit în 1961, fiind deja apreciat încă de la prima sa urcare pe scenă, chiar din același an, și aceasta pentru rolul inspectorului Goole în piesa Inspectorul de poliție (An Inspector Calls).
De atunci Dinică a jucat la cele mai importante teatre din România:
- 1961-1967 Teatrul de Comedie, București
- 1968-1969 Teatrul Bulandra, București
- din 1972 Teatrul Național I. L. Caragiale, București

Debutul cinematografic l-a cunoscut în 1963, cu un rol în filmul "Străinul", adaptare cinematografică a romanului omonim, scris de Titus Popovici.

### Roluri jucate
Gheorghe Dinică a fost un foarte popular actor, jucând în mare parte în producții românești. La fel ca actorul francez Alain Delon, Dinică a refuzat să joace în filme produse în Statele Unite. În general din cauza aspectului său a fost distribuit în roluri negative, fie că ne referim la roluri de gangsteri autohtoni, în seria de filme cu comisarul Moldovan, regizată de Sergiu Nicolaescu, fie la roluri de parveniți, Pirgu din „Craii de Curtea veche” sau Stănică Rațiu în „Felix și Otilia”. 
Din acest motiv nu i s-a încredințat rolul de a recita poezii patriotice și ode închinate "Conducătorului iubit" în super-montările cu iz propagandistic din marele spectacol „Cîntarea României”.
Multe dintre rolurile sale rămân întipărite în memoria publicului, în special prin trăsăturile de caracter ale personajelor și prin replicile celebre. 
Printre cele mai importante roluri ale sale se numără:
- Savu (în „Zidul” 1974) de Constantin Vaeni/ Paraipan (în „Un comisar acuză” - 1974) și („Revanșa”- 1978). Interpretarea liderului legionar Paraipan a intrat în istoria cinematografiei românești, ca de altfel toată seria filmelor cu comisarul Moldovan, regizate de Sergiu Nicolaescu.
- Lăscărică („Cu mâinile curate”, 1972). Personajul Lăscărică a generat una dintre cele mai cunoscute replici dintr-un film românesc: Nu trage dom' Semaca! Sunt eu, Lăscărică!.[12]

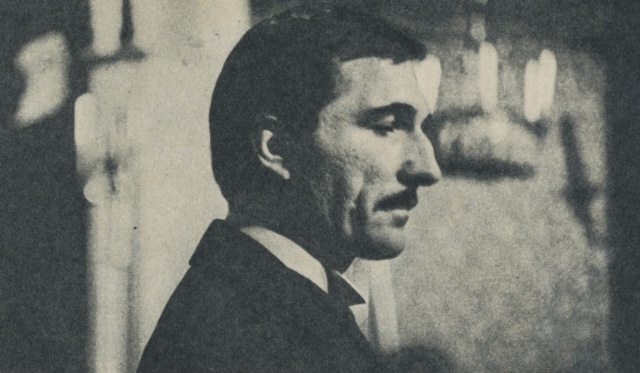
Gheorghe Dinică.

- Diplomatul („Prin cenușa imperiului”, 1975, regia Andrei Blaier), un personaj caracterizat prin perfidie, orgoliu și cinism.
- Aurică Fieraru, bulibașa din șatra de țigani din telenovelele Inimă de țigan (2007) și Regina (2008), difuzate de postul TV Acasă, unde actorul a jucat alături de Marin Moraru, Gheorghe Visu, Florina Cercel, Dan Condurache și Carmen Tănase.
- Pepe în filmul Filantropica (2002), rol prin care se face cunoscut în special publicului tânăr și prin care lansează câteva replici celebre:

„Mâna întinsă care nu spune o poveste nu primește pomană!”
„Vă e milă, v-am luat banii!”
„La banii tăi tu îți permiți să ai demnitate?”
- Cadîr (Tache, Ianke și Cadîr), unul dintre cele mai apreciate roluri în teatru ale maestrului, care a jucat alături de Marin Moraru și Radu Beligan.
- Grigorie Vulturesco („Aniela”, 2009), ultimul rol al actorului, care întruchipează un general în rezervă și erou al României de la începutul secolului XX.[13]

Gheorghe Dinică a colaborat atât în film, cât și pe scenă cu câțiva mari regizori români, printre numele cele mai importante se numără Sergiu Nicolaescu, Andrei Blaier, Mircea Danieliuc, Constantin Vaeni, Dan Pița, Lucian Pintilie, Mircea Drăgan, Șerban Marinescu, Nae Caranfil, Andrei Șerban, David Esrig etc.

## Lista producțiilor artistice în care a jucat

### Teatru
| - 1961 Inspectorul de poliție de John Boynton Priestley, regia Dina Cocea - 1961 Celebrul 702 regia Moni Ghelerter - 1961 Centrul înaintaș a murit în zori de Agustín Cuzzani - 1962 Švejk în al doilea război mondial de Bertolt Brecht, regia Lucian Giurchescu - 1962 Procesul domnului Caragiale de M. Ștefănescu, regia David Esrig - 1962 Pigulete plus cinci fete de Constanța Bratu - 1962 Nuntă la castel de S. Andras, regia L. Giurchescu - 1963 Umbra de Evgeny Lvovitch Schwartz (Evghenii Șvarț), regia D. Esrig - 1963 Casa inimilor sfărâmate de G. B. Shaw - 1964 Rinocerii de Eugène Ionesco, regia L. Giurchescu - 1964 Somnoroasa aventură de T. Mazilu, regia D.Cernescu - 1965 Troilus și Cresida de William Shakespeare, regia D. Esrig - 1966 Capul de rățoi de G. Ciprian, regia D. Esrig - 1967 Opinia publică de Aurel Baranga, regia A. Baranga - 1968 Sfântul de Eugen Barbu - 1968 Nepotul lui Rameau de Denis Diderot, regia D. Esrig - 1969 Moartea lui Danton de Georg Büchner, regia L. Ciulei - 1972 Un fluture pe lampă de Paul Everac, regia Horea Popescu - 1973 Trei frați gemeni venețieni de Aldo Matiuzzi Collalto, regia David Esrig - 1977 Romulus cel Mare de Friedrich Dürrenmatt, regia Sanda Manu | - 1978 Gaițele de Alexandru Kirițescu, regia Horea Popescu - 1979 O scrisoare pierdută de Ion Luca Caragiale, regia Radu Beligan - 1980 Așteptându-l pe Godot de Samuel Beckett, regia Grigore Gonța - 1982 Ploșnița de V. Maiakovski - 1984 Iubirile de-o viață de Platon Pardău, regia Sanda Manu - 1986 Ioneștii de Platon Pardău, regia Grigore Gonța - 1990 Cine are nevoie de teatru? de Timberlake Wertenbaker, regia Andrei Șerban - 1991 Noaptea regilor de William Shakespeare, regia Andrei Șerban - 1991 Merlin de Tancred Dorst, regia Cătălina Buzoianu - 1992 Livada de vișini de A.P. Cehov, regia Andrei Șerban - 1997 Tehnica raiului de Mihai Ispirescu, regia Dan Micu - 1997 O noapte furtunoasă de I.L. Caragiale, regia Mihai Măniuțiu - 1998 Azilul de noapte de Maxim Gorki, regia Ion Cojar - 1998 Cotletele de Bertrand Blier, regia Gelu Colceag - 1999 Numele trandafirului adaptare după Umberto Eco, regia Grigore Gonța - 2000 Și mai potoliți-l pe Eminescu de T.C. Popescu, regia Grigore Gonța - 2001 Take, Ianke și Cadâr de V.I.Popa, regia Grigore Gonța - 2003 Ultima oră de Mihail Sebastian, regia Anca Ovanez Doroșenco - 2006 Dansând pentru zeul păgân de Brian Friel, regia Lynne Parker - 2006 Incontestabila ipocrizie de Teodor Mazilu, regia Mihai Ionescu |

### Filme
- Străinul (1964)
- Comoara din Vadul Vechi (1964)
- Procesul alb (1965)
- Golgota (1966)
- Dacii (1967) - dublaj de voce
- Maiorul și moartea (1967) - maiorul Tache
- Columna (1968) - Bastus
- Prea mic pentru un război atît de mare (1970)
- Atunci i-am condamnat pe toți la moarte (1972)
- Felix și Otilia (1972) - avocatul Stănică Rațiu
- Cu mîinile curate (1972) - Lăscărică
- Bariera (1972)
- Explozia (1972) - Gheorghe Oprișan zis Gică Salamandră
- Ultimul cartuș (1973) - Lăscărică
- Dincolo de nisipuri (1974) - maiorul Ionescu
- Un comisar acuză (1974) - comisarul Paraipan
- Frații Jderi (1974) - Dumitru Crivăț
- Tatăl risipitor (1974)
- Nemuritorii (1974) - postelnicul Butnaru
- Ștefan cel Mare - Vaslui 1475 (1975) - sultanul Mahomed al II-lea
- Zidul (1975) - Savu
- Ilustrate cu flori de cîmp (1975) - Marin, responsabilul Alimentarei
- Filip cel bun (1975)
- Nu filmăm să ne-amuzăm (1975) - directorul comercial Apostu
- Evadarea (1975) - cpt. Stoian
- Mastodontul (1975)
- Prin cenușa imperiului (1976) - Diplomatul
- Osînda (1976) - jandarmul Ion
- Premiera (1976)
- Trei zile și trei nopți (1976)
- Cuibul salamandrelor (1977) - Gheorghe Oprișan zis Gică Salamandră
- Marele singuratic (1977)
- Acțiunea „Autobuzul” (1978) - Armand Râpeanu zis Baronul
- Trepte pe cer (1978)
- Doctorul Poenaru (1978)
- Revanșa (1978) - comisarul Paraipan
- Totul pentru fotbal (1978) - arbitrul
- Drumuri în cumpănă (1979)
- Lumini și umbre (1979-1982) - serial TV
- Ultima noapte de dragoste (1980)
- Bietul Ioanide (1980)
- Rețeaua S (1980)
- O lume fără cer (1981)
- De ce trag clopotele, Mitică? (1981) - Nae Girimea
- Concurs (1982)
- Întunericul alb (1982)
- Pe malul stîng al Dunării albastre (1983)
- Un petic de cer (1984)
- Secretul lui Bachus (1984) - Gheorghe Cercel
- Eroii nu au vârstă (1984) - serial TV
- Zbor periculos (1984)
- O lumină la etajul zece (1984) - avocatul Mitrana
- Rîdeți ca-n viață (1985)
- Vară sentimentală (1986) - Coman, președintele C.A.P.-ului Viitorul
- Cuibul de viespi (1987)
- Figuranții (1987)
- Momentul adevărului (1987)
- Lacrima cerului (1987)
- Secretul lui Nemesis (1987) - N.M. Siseanu
- Să-ți vorbesc despre mine (1988)
- Casa din vis (1992)
- Divorț... din dragoste (1992)
- Patul conjugal (1993) - Vasile Potop
- Cel mai iubit dintre pămînteni (1993) - șeful Securității
- Privește înainte cu mînie (1993)
- Liceenii în alertă (1993)
- Balkans, Balkans (1993)
- Chira Chiralina (1993)
- Începutul adevărului (Oglinda) (1994) - ministrul Mihai Antonescu
- Crucea de piatră (1994) - activistul comunist Mache Puzderie
- Această lehamite (1994)
- Terente, regele bălților (1995) - Bucur Ionescu Bazil
- Craii de Curtea Veche (1996) - Maiorică Arnoteanu
- Șarpele (film TV, 1996)
- Faimosul paparazzo (1999)
- Manipularea (2000)
- Patul lui Procust (2001) - Nae Gheorghidiu
- Război în bucătărie (2001)
- După-amiaza unui torționar (2001) - Frant Tandara
- Filantropica (2002) - Pavel Puiuț
- Turnul din Pisa (2002)
- Examen (2003) - Dumitrașcu
- Dulcea saună a morții (2003) - Lama
- Bani de dus, bani de întors  (2004) – film TVR
- Aleodor Împărat (2004) - Bondar
- Orient Express (2004) - Costache
- Magnatul (2004) - Gheorghe Manasia
- Sindromul Timișoara - Manipularea (2004)
- Omul grăbit (2005) - Franța
- Vânătoarea (2005)
- White Palms (2006) - Ungaria
- Ticăloșii (2007) - Romanescu, fost ofițer de securitate
- Supraviețuitorul (2008)

### Seriale TV
- 1982 Lumini și umbre, serial, regia Andrei Blaier, Mihai Constantinescu
- 1984 Eroii n-au vârstă, serial
- 2005 La Servici, serial
- 2007 Gala, serial
- 2008 Inimă de țigan, telenovelă
- 2009 Regina, telenovela
- 2009 Aniela, telenovela
- Dublaj de voce, în cadrul seriei Povești cu Mac-Mac, în rolul lui Scrooge McDuck, în original vocea aparținându-i lui Alan Young (1998)

### Teatru de televiziune
- 1962 Colierul de Guard Peach
- 1962 Teatrul de marionete al Majestății Sale de I. Garneatasi și Radu Nichita
- 1963 Păsările de Aristofan
- 1963 Obiecte găsite de Ștefan Tita (v. art. în engl.)
- 1963 Un joc neobișnuit de Friedrich Dürrenmatt
- 1964 Popas între drumuri de Eva Dragomir și Cornel Popa
- 1964 O seară la Gambrinus de Eva Dragomir și Radu Miron
- 1965 Directorul de teatru de I. Dongorozzi
- 1965 Medeea de Euripide
- 1965 Neînțelegerea de Albert Camus
- 1965 Regele gol de E. Șvarț
- 1968 ...Escu de Tudor Mușatescu
- 1968 Seara, târziu, în tipografie de Alexandru Mirodan
- 1968 Corupție la Palatul de Justiție de Ugo Betti
- 1969 Richard al III-lea de W. Shakespeare
- 1969 Ziariștii de Al. Mirodan
- 1970 Woyzeck de Georg Buchner
- 1970 Un nasture sau absolutul de Radu Cosașu
- 1970 Furtul elefantului alb după Mark Twain
- 1970 Prometeu de Eschil
- 1970 Diavolul și bunul Dumnezeu de Jean Paul Sartre
- 1970 Neînfricații, serial
- 1970 Trei surori de A. P. Cehov
- 1971 Alcesta de Euripide

### Muzică
Gheorghe Dinică a înregistrat mai multe CD-uri cu muzică de petrecere și romanțe. De altfel actorul cânta, uneori, în câteva localuri din București, cel mai celebru fiind „Șarpele roșu”, unde își petrecea timpul alături de prietenii săi, regretatul actor Ștefan Iordache și cântărețul Nelu Ploieșteanu, alături de care a jucat în filmul „Ticăloșii”.
| - Cântece de petrecere (2003) - Cântece de petrecere 2 (2003) - Romanțe (2004) - Parol că te iubesc (2006) |

## Aprecieri
Pentru activitatea sa deosebită, Gheorghe Dinică a fost distins cu numeroase premii, în special din partea Uniunii Cineaștilor din România, dar și din partea altor organizații, printre care:
- 2002: membru de onoare al societății "Teatrul Național „Ion Luca Caragiale”"
- cetățean de onoare al Bucureștiului
- 2008: Doctor Honoris Causa, titlu acordat de Universitatea Națională de Artă Teatrală și Cinematografică Ion Luca Caragiale din București
- 2006: Premiul pentru întreaga activitate la Festivalul T.I.F.
- 2004: Diploma de interpretare acordată de Uniunea Autorilor și Realizatorilor de Film din România, pentru „Orient Expres"
- 2002: Premiul Special UCIN, pentru rolul Prinț - „Filantropica"
- Actor de onoare al filmului românesc
- Actorul anului 2002 - Revista V.I.P.
- 1999: Premiul de excelență - UNITER
- 1992: Premiul UCIN; Premiul Troia (Portugalia) pentru „Patul conjugal" (regia: Mircea Danieliuc)
- Premiul UCIN pentru „Casa din vis"
- Premiul ACIN pentru „Figuranții", „Cuibul de viespi", „Secretul lui Herodot"
- 1975: Premiul ACIN pentru „Ilustrate cu flori de câmp"
- Premiul de interpretare la Karlovy Vary pentru rolul Diplomatul - „Prin cenușa imperiului"
- 1972: Premiul ACIN pentru „Explozia", „Felix și Otilia", „Bariera", „Atunci i-am condamnat pe toți la moarte"
- Marele premiu la Paris pentru „Troilus și Cresida" de William Shakespeare

### Decorații
- Ordinul Meritul Cultural clasa a IV-a (6 noiembrie 1967) „pentru merite deosebite în domeniul artei dramatice”[14]
- Ordinul național „Serviciul Credincios” în grad de Mare Ofițer (1 decembrie 2000) „pentru realizări artistice remarcabile și pentru promovarea culturii, de Ziua Națională a României”[15]

Adesea, critica l-a asemuit cu Robert De Niro, comparație de care Gheorghe Dinică nu se declara deloc încântat: „Ce legătură are Robert De Niro cu mine? Eu am studiat și jucat în România”, a menționat actorul.

## Viața personală
În 1996, după 60 de ani în care a fost „vagabond”, așa cum singur s-a intitulat în melodia sa, s-a căsătorit cu Gabriela Georgeta care i-a fost alături până la moarte.
Despre soția sa spunea:
„E o femeie care are o relație clară cu viața și care a făcut ordine în dezordinea existenței mele.”

Gheorghe Dinică a decedat în data de 10 noiembrie 2009, ora 13:00, în urma unui stop cardiac sub ventilație, cu toate că timp de treizeci de minute s-au efectuat manevre de resuscitare. Gheorghe Dinică, în vârstă de 75 de ani, a fost diagnosticat cu disfuncție multiplă de organe, șoc septic, insuficiență cardio-respiratorie, insuficiență renală cronică acutizată, insuficiență respiratorie acută (bronhopneumonie), disfuncție digestivă, disfuncție hepatică etc. Maestrul era internat în cadrul Spitalului Clinic de Urgențǎ București (Floreasca) din data de 22 octombrie 2009.
Trupul neînsuflețit a fost adus pe 13 noiembrie în foaierul Teatrului Național din București și a fost înmormântat în aceeași zi, în cimitirul Bellu, pe Aleea Gheorghe Dinică, denumită astfel în semn de omagiu. S-a alăturat astfel colegilor de breaslă: Toma Caragiu, Amza Pellea, Colea Răutu, Ștefan Iordache, Nicu Constantin.